# Parijs-Roubaix 1954
De 52ste editie van de wielerwedstrijd Parijs-Roubaix werd gereden op zondag 11 april 1954. De Belg Raymond Impanis won na 246 kilometer met een gemiddelde snelheid van 35,59 km/h.
Impanis kwam voorop samen met een kleine groep favorieten. Op aangeven van zijn sportdirecteur Antonin Magne, viel Impanis aan op 1.500 meter voor de finish. Hij won met een voorsprong van 6 seconden (100 meter). Met deze overwinning behaalde hij de zogenaamde "triple"; een overwinning in Parijs-Nice, Ronde van Vlaanderen en Parijs-Roubaix in hetzelfde jaar.

## Uitslag
| Plaats  | Naam             | Ploeg                | Tijd     |
| ------- | ---------------- | -------------------- | -------- |
| Winnaar | Raymond Impanis  | Mercier-Hutchinson   | 6u54'43" |
| 2       | Stan Ockers      | Peugeot-Dunlop       | + 6"     |
| 3       | Marcel Rijckaert | Mercier-Hutchinson   | z.t.     |
| 4       | Ferdy Kübler     | Tebag                | z.t.     |
| 5       | Serge Blusson    | Stella-Wolber-Dunlop | z.t.     |
| 6       | Raoul Rémy       | Mercier-Hutchinson   | z.t.     |
| 7       | Marcel De Mulder | Terrot-Hutchinson    | z.t.     |
| 8       | Germain Derycke  | Alcyon-Dunlop        | z.t.     |
| 9       | Henri Surbatis   | Rochet               | z.t.     |
| 10      | Roger Decock     | Bertin               | z.t.     |